# Phyllonorycter christenseni
Phyllonorycter christenseni is een vlinder uit de familie mineermotten (Gracillariidae). De wetenschappelijke naam is voor het eerst geldig gepubliceerd in 1985 door Derra.
De soort komt voor in Europa.